# Coraima Torres
Coraima Torres (ur. 6 czerwca 1973) – wenezuelska aktorka grająca w telenowelach. 

## Życiorys
Zaczęła karierę aktorską w Wenezueli, w późnych latach 80. Jej pierwsze role miały miejsce w telenowelach Gardenia i Alondra. Pierwszą jej wiodącą rolą, która przyniosła jej sławę była rola w najpopularniejszej telenoweli na świecie Kassandra z 1992 roku, która była wyświetlana w więcej niż 100 krajach. Następną jej wiodąca rolą była rola w kolumbijskiej telenoweli "Sueños y espejos" (Marzenia i Lustra). Jej partnerem w tej telenoweli był kolumbijski aktor Nicolas Montero. Zakochali się w sobie i w 1996 roku wzięli ślub. Grała też w miniserialu "Geminis" i w innej wenezuelskiej telenoweli "Cambio de Piel" (Zmiana skóry). Następnie zagrała w Peru i Wenezueli w telenowelach: "Maria Emilia", "Amor latino" i "Soledad" (wszystkie trzy wyświetlane były w Polsce). Jej ostatnimi telenowelami były "Amor del bueno" i "Lorena". Obecnie mieszka w Bogocie.

## Wybrana filmografia
- 1989: Alondra
- 1990: Gardenia
- 1992: Kassandra jako Andreína, Arocha/Kassandra
- 1993: Dulce ilusión jako Dulce María
- 1993: Geminis
- 1994: Sueños y espejos jako Mariana
- 1994: Compuesta y sin novio
- 1998: Cambio de piel jako Daniella Martínez
- 1999: Maria Emilia jako María Emilia Pardo-Figueroa Núñez
- 2000: Amor latino jako Rosita 'Rosi' Reyes-Villegas
- 2001: Soledad jako Soledad Díaz Castillo
- 2004: Amor del bueno jako Mónica Lezama
- 2005: Lorena jako Lorena Morantes
- 2008: El último matrimonio feliz jako Camila Andrade
- 2008: Mujeres Asesinas jako Carmen, Honrada
- 2010: La Pola jako Mariana Ríos
- 2011: Confidencial jako Alejandra